# Memoria semántica
El término memoria semántica hace referencia a la memoria de significados, entendimientos y otros conocimientos conceptuales que no están relacionados con experiencias concretas. Se considera que la recolección consciente de información sobre hechos y el conocimiento general sobre el mundo es independiente del contexto y la relevancia personal. La memoria semántica y la memoria episódica conforman la categoría de memoria declarativa, una de las dos divisiones principales de la memoria. La contraparte de la memoria declarativa o explícita es la memoria procedimental o memoria implícita.
La memoria semántica incluye a todos aquellos conocimientos generales que no implican el recuerdo de sucesos concretos. Por ejemplo, para responder a la pregunta de si la llave inglesa es una herramienta o un instrumento musical, no es necesario evocar ningún suceso concreto de la vida en el que se haya adquirido ese conocimiento.

## Historia
La primera vez que se mencionó el concepto de memoria semántica fue en una conferencia sobre memoria humana impartida por Endel Tulving, de la Universidad de Toronto, y organizada por W. Donaldson en 1972. Tulving realizó una propuesta de distinción entre la memoria episódica y lo que denominó "memoria semántica". Estaba influenciado principalmente por las ideas de Reiff y Scheers, que en 1959 habían realizado una distinción entre dos formas de memoria, a las que denominaron remembrance (remembranzas, recuerdos) y memoria, respectivamente. El concepto «remembrance» se refería a aquellos recuerdos que contenían las experiencias autobiográficas, mientras que el concepto «memoria» aludía a los recuerdos que no correspondían a este tipo de vivencias. 
En este mismo sentido, la memoria semántica hace referencia al conocimiento del mundo circundante. Contiene información genérica que se adquiere más bien a través de varios contextos, y puede ser utilizada en diferentes situaciones. De acuerdo con Madigan en su libro Memory, la memoria semántica es la suma de todos los conocimientos adquiridos, ya sean vocabulario, entendimiento o matemáticas, y todos los hechos conocidos. El uso de la memoria semántica difiere considerablemente del que se hace de la memoria episódica, ya que se refiere a hechos y significados generales y compartidos con otros, mientras que la memoria episódica se refiere a experiencias personales concretas y únicas.
La propuesta de Tulving de distinguir entre memoria semántica y episódica fue ampliamente aceptada, ya que permitía establecer una separación en la conceptualización del conocimiento del mundo. Tulving explica estos sistemas diferenciados de conceptualización en su libro Elements of episodic memory.  Aquí establece que ambos tipos de memoria se diferencias en varios aspectos, entre los que se encuentran:
1. las características de sus operaciones
2. la clase de información que procesan, y
3. sus aplicaciones al mundo real, así como en el trabajo de laboratorio.

Antes de que Tulving realizara esta propuesta, este aspecto de la memoria humana no había sido considerado por los psicólogos experimentales. Varios experimentadores han dirigido diversas pruebas encaminadas a determinar la validez de esta diferenciación entre memoria episódica y memoria semántica.

## Pruebas empíricas

### Kihlstrom et al. (1980)- Experimento 1
En este estudio se hipnotizó a cuatro grupos de estudiantes universitarios con niveles variables de susceptibilidad hipnótica. Estando bajo los efectos de la hipnosis, aprendieron una lista de 16 palabras comunes a través de varios ensayos de recuerdo libre. Una vez que los sujetos ya eran capaces de recordar perfectamente la lista dos veces en orden, se les dijo que cuando despertaran del trance hipnótico no recordarían nada de lo aprendido bajo esas circunstancias. No obstante, no sólo eran capaces de recordar el hecho de haber sido sometidos a una prueba de memorización, sino que también recordaban la lista concreta de palabras aprendidas. 
Durante la primera fase del experimento (después de que los sujetos despertaran) se utilizó el número de palabras que los sujetos podían recordar como una medida del rendimiento para una tarea de recuerdo episódico libre. La mayor parte de los sujetos era capaz de recordar la lista completa de palabras.
Durante la segunda fase, se evaluó el rendimiento de la memoria semántica. Cada sujeto fue sometido a una prueba semántica de asociación libre en la que se presentaban determinados estímulos elicitadores de las palabras aprendidas. Como se ha dicho, los sujetos presentaban distintos niveles de susceptibilidad hipnótica, según se había determinado mediante sus puntuaciones en la escala de susceptibilidad hipnótica de Stanford, y estaban agrupados homogéneamente en función de estos resultados.  
Los resultados obtenidos en las tareas de asociación semántica libre fueron relativamente similares en todos los grupos, mientras que los obtenidos en la tarea del recuerdo episódico libre varió significativamente: el porcentaje de acierto aumentaba a medida que decrecía la susceptibilidad hipnótica. Los sujetos con alta susceptibilidad apenas eran capaces de recordar nada, mientras que aquellos con niveles medios o bajos de suscetibilidad hipnótica fueron capaces de recordar el 86% de las palabras.
Dado que la prueba de asociación semántica libre no mostró relación alguna con el grado de susceptibilidad hipnótica, mientras que la prueba de recuerdo episódico libre sí lo hizo, estos datos pueden interpretarse como una prueba de la validez de la distinción entre memorias episódica y semántica propuesta por Tulving.

### Jacoby y Dallas (1981)
Este estudio no fue pensado para proporcionar pruebas de la distinción entre los almacenes de memoria episódica y semántica. No obstante, utilizaron un método experimental de disociación que proporciona datos en favor de la hipótesis de Tulving.
En la primera fase del experimento, se les presentó a los sujetos una lista de 60 palabras (una por una), y a continuación se les realizó una serie de preguntas.
- Algunas de las preguntas realizadas estaban pensadas para que los participantes prestaran atención a la apariencia "visual" de la palabra; por ejemplo: «¿Está escrita en negrita esta palabra?»
- Algunas preguntas estaban pensadas para centrar la atención en el sonido de la palabra: «¿Rima con camión?»
- Algunas preguntas se centraban en el significado de la palabra: «¿Hace referencia a una forma de comunicación?»
- La mitad de las preguntas estaban formuladas en forma positiva, y la otra mitad, en forma negativa.

En la segunda fase del experimento, se presentaron conjuntamente las 60 palabras ya presentadas en la primera fase, y 20 palabras nuevas. Los sujetos debían realizar una de las siguientes tareas:
- Tarea de identificación perceptiva (semántica): las palabras se mostraban en una pantalla de video durante 35 milisegundos, y los sujetos debían identificarla.
- Tarea de reconocimiento episódico: mediante el mismo mecanismo de presentación, los sujetos tenían que decidir si la palabra ya había sido presentada en la fase anterior, o de lo contrario, se traba de una palabra nueva.

Los resultados obtenidos fueron los siguientes:
- Los porcentajes de acierto en la tarea semántica (identificación perceptiva) no variaron dependiendo del modo en que se habían codificado las palabras durante la primera fase (poniendo énfasis en su sonido, aspecto visual o significado).
- En el caso de la tarea episódica (reconocimiento), el porcentaje de acierto fue del 50% para las palabras codificadas según su aspecto visual; de un 63% para las codificadas según su sonido; y de un 86% para las codificadas en función de su significado. Además, el efecto fue superior para las palabras codificadas bajo condiciones de preguntas positivas, que para aquellas durante cuya codificación se formulaban preguntas en forma negativa.

En conclusión, se observa una notable diferencia de rendimiento y ejecución entre las tareas de tipo episódico y las de tipo semántico, lo que concuerda con la hipótesis planteada por Tulving al respecto de la diferenciación entre ambos sistemas de memoria.

## Modelos
La característica esencial de la memoria semántica es que su contenido no se encuentra enlazado a ninguna experiencia concreta, como ocurre en el caso de la memoria episódica. En cambio, en la memoria semántica se almacena la "esencia" de la experiencia, una estructura abstracta que puede aplicarse a una amplia variedad de objetos experienciales, y que puede delinear categórica y funcionalmente las relaciones entre tales objetos. No obstante, una teoría abarcativa de la memoria semántica no debe limitarse a tener en cuenta únicamente la estructura representacional de estas "esencias", sino también al modo en que éstas pueden abstraerse mediante la experiencia. A continuación se describen algunos de los numerosos modelos explicativos propuestos a este respecto.

### Modelos de red
Distintos tipos de redes neuronales desempeñan un papel en muchas teorías sobre la memoria semántica. En términos generales, una red de trabajo neuronal está compuesta de una serie de nodos conectados por enlaces. Los nodos pueden representar conceptos, palabras, o características perceptivas, entre otras cosas. Los enlaces pueden diferir entre sí en su grado de fortaleza, o, análogamente, algunos enlaces pueden completar un recorrido mayor que otros, con el subsiguiente aumento en la latencia de respuesta. Todas estas características de las redes neuronales han sido utilizadas en la elaboración de modelos explicativos de la memoria semántica, como se podrá ver a continuación.

#### Modelo TLC de Quillian
Uno de los primeros ejemplos de modelo de red de memoria semántica es el TLC (en inglés, Teachable Language Comprehender). Según este modelo, cada nodo es una palabra que representa a un concepto (como «pájaro»). Con cada nodo, se almacena una serie de propiedades (como «puede volar» o «tiene alas»), así como direccionamientos (por ejemplo, enlaces) hacia otros nodos relacionados (por ejemplo, «paloma»). Un nodo está enlazado directamente con aquellos otros de los que sean una subclase o una superclase (por ejemplo, «pájaro» estaría relacionado tanto con la subclase «paloma» como con la superclase «animal». Así, el modelo TLC asume una representación jerarquizada de conocimientos, en la que los nodos de alto nivel que representan amplias categorías están conectados (ya sea directamente o indirectamente -a través de los nodos de clases inferiores-) a multitud de elementos pertenecientes a esas categorías. Los nodos que representan ejemplos concretos de esas supracategorías estarían a un nivel más bajo, únicamente conectados a las categorías inmediatamente superiores. Además, las propiedades se almacenan en el nivel de categorización más alto al que pueden aplicarse. Por ejemplo, «es amarillo» podría almacenarse con «canario»; «tiene alas» podría almacenarse con «pájaro» (un nivel más arriba); y «puede moverse» podría almacenarse con «animal» (otro nivel más arriba). Los nodos también pueden almacenar la negación de las propiedades de sus nodos supraordinados (por ejemplo, «no puede volar» podría ser almacenado con «pingüino»). Esto proporciona una economía de representaciones, en la que las propiedades solo se almacenan en el nivel de categorización para el que son esenciales, esto es, en el punto en el que se convierten en características críticas. 
Según el TLC, el procesamiento es una forma de propagación de la activación. Esto es, cuando un nodo se activa, la activación se propaga a otros nodos a través de los enlaces que los unen. En ese caso, el tiempo de respuesta a la pregunta «¿Es un pájaro la paloma?» depende de la distancia que medie entre los nodos «paloma» y «pájaro» (por ejemplo, el número de nodos intermedios que puedan existir). 
La versión originaria del TLC no incorporaba pesos a los enlaces entre nodos. Esta versión se adecuaba correctamente a la ejecución humana en muchos sentidos, pero fallaba al no explicar por qué la gente repondía con mayor rapidez a preguntas relacionadas con los ejemplos más prototípicos de las categorías, demorándose más al responder a aquellas otras preguntas que involucraban a ejemplos menos prototípicos. Más adelante, Collins y Quillian actualizaron su modelo incluyendo un factor de peso en las conexiones para tener en cuenta este efecto. Este modelo actualizado es capaz de explicar tanto el efecto de familiaridad como el efecto de tipicidad. Su principal ventaja es que explica claramente el efecto del primado: es más probable recuperar una información determinada de la memoria si previamente se ha sido expuesto a un estímulo relacionado (estímulo primante). No obstante, aún existe un gran número de fenómenos memorísticos que el TLC no logra explicar, como por ejemplo, por qué las personas son capaces de responder rápidamente a preguntas que incluyen enunciados claramente falsos del tipo «¿Son las palomas un tipo de arma nuclear?», a pesar de que en estos casos los nodos implicados se encuentran muy distanciados entre sí.

#### Redes semánticas
El TLC es un ejemplo concreto de un tipo más general de modelos denominados modelos de redes semánticas. En una red semántica, cada nodo se interpreta como la representación de un concepto, palabra o característica específicos. Esto es, cada nodo es un símbolo. Las redes semánticas, generalmente, no emplean representaciones distribuidas de los conceptos, como puede ocurrir en una red neural biológica. La característica definitoria de una red semántica es que sus enlaces están casi siempre dirigidos (esto es, solo apuntan en una dirección, desde su base hacia un objetivo), y esos enlaces llegan hasta el objetivo desde muy diversos orígenes, cada uno de ellos a resultas de una relación particular y específica que puede unir ambos nodos puestos en relación. En una red semántica, el procesamiento casi siempre toma la forma de propagación de la activación.
Las redes semánticas son principalmente utilizadas por los modelos de análisis del discurso y comprensión lógica, así como en inteligencia artificial. En estos modelos, los nodos corresponden a palabras o familias de palabras, y los enlaces representan las relaciones sintácticas que median entre ellas. Puede encontrarse un ejemplo de la implementación computacional de redes semánticas en la representación del conocimiento en Cravo y Martins (1993).

### Modelos de características
Los modelos de características entienden las categorías semánticas como compuestas por conjuntos de características relativamente desestructuradas. El modelo de comparación de características semánticas propuesto por Smith, Boden y Rips (1974) describe la memoria como un conjunto de listas de características de diferentes conceptos. De acuerdo con este punto de vista, las relaciones existentes entre categorías no serían evocadas directamente, sino que serían computadas de forma indirecta. Por ejemplo, los sujetos pueden verificar la verdad de una proposición mediante la comparación del conjunto de características que representan los conceptos de su sujeto y predicado. Estos modelos computacionales de comparación de características incluyen los propuestos por Meyer (1970) Rips (1975), y Smith et al. (1974).
Los primeros trabajos en categorización perceptiva y conceptual asumían que las categorías tenían unas características críticas, y la pertenencia a una categoría podía determinarse mediante reglas lógicas de combinación de características. Las teorías más recientes aceptan que las categorías pueden tener una estructura menos definida y más difusa, y proponen modelos probabilísticos o de similitud global para verificar la pertenencia a una categoría determinada.

### Modelos asociativos
La asociación -una relación establecida entre dos unidades de información- es un concepto fundamental en psicología, y las asociaciones de representaciones mentales que se realizan a diversos niveles son esenciales para los modelos de memoria y cognición en general. El conjunto de asociaciones establecidas entre un conjunto de ítems en la memoria es el equivalente a los enlaces entre nodos que se contemplan desde los modelos de redes, en donde cada nodo corresponde a un único ítem en la memoria. Además, las redes neurales y las redes semánticas pueden ser entendidas como modelos asociativos de cognición. No obstante, las asociaciones están más claramente representadas como una matriz N×N, donde N es el número de ítems presente en la memoria. Así, cada celda de la matriz corresponde a la fuerza asociativa existente entre el ítem de la fila y el ítem de la columna correspondientes. 
Está generalmente asumido que el aprendizaje asociativo es un proceso hebbiano, esto es, siempre que dos ítems en la memoria se encuentren simultáneamente activos, la fuerza asociativa entre ambos aumentará, y con más facilidad cada uno de los ítems servirá para acivar al otro. A continuación se detallan las operacionalizaciones específicas de distintos modelos asociativos.

#### Modelo SAM
Un modelo estándar de memoria que asume este tipo de asociación es el modelo SAM (en inglés, Search of Associative Memory). A pesar de que el modelo SAM fue diseñado originariamente como un modelo de memoria episódica, sus mecanismos son adecuados para sustentar algunas representaciones de la memoria semántica. El modelo SAM contiene un almacén a corto plazo (STS) y un almacén a largo plazo (LTS), donde el almacén a corto plazo es una activación breve de la información del almacén a largo plazo. El almacén a corto plazo tiene una capacidad limitada y afecta al proceso de recuperación de recuerdos mediante la limitación de la cantidad de información que puede ser mostrada, así como el tiempo durante el que se activa. El proceso de recuperación en el almacén a largo plazo es dependiente de pistas y probabilístico, lo que significa que una pista inicia el proceso de recuperación, y la información que se selecciona de la memoria varía. La probabilidad de que una determinada información sea mostrada depende de la fuerza de la asociación entre la pista y el ítem de la memoria a recuperar. Las asociaciones más fuertes se seleccionan, y finalmente se elige la más fuerte. El tamaño de la memoria intermedia se define como r (no es un número fijo), y a medida que los ítems son incorporados a la memoria intermedia, la fuerza asociativa aumenta de forma lineal en función del tiempo total que permanecen en ella. En el modelo, cuando dos ítems cualesquiera ocupan simultáneamente un espacio de la memoria de trabajo, se incrementa la fuerza de su asociación. De este modo, los ítems que concurren más habitualmente, se verán más fuertemente asociados. Los ítems en este modelo también están asociados con un contexto específico, donde la fuerza de la asociación está determinada por la cantidad de tiempo durante la que el ítem está presente en un determinado contexto. Así, los recuerdos consisten en un conjunto de asociaciones entre ítems de la memoria, y entre ítems y contextos. La presencia de un conjunto de ítems u/o un contexto puede favorecer la evocación de otros subconjuntos de ítems en la memoria. El grado en que los ítems se evocan unos a otros en función de su contexto compartido o de su concurrencia es un indicador de la relación semántica existente entre ellos.
En una versión actualizada del modelo SAM, las asociaciones semánticas preexistentes se tienen en cuenta para usar una matriz semántica. Durante un experimento realizado al respecto, las asociaciones semánticas se mantuvieron fijas, demostrándose la asunción de que las asociaciones semánticas no se ven afectadas significativamente por la experiencia episódica. Los dos mecanismos utilizados por este modelo para medir la relación semántica son el Análisis Semántico Latente (LSA, por sus siglas en inglés) y los Espacios de Asociación de Palabras (WAS). El método LSA establece que la similitud entre palabras se refleja mediante su concurrencia en un mismo contexto local. El modelo WAS fue diseñado para analizar una base de datos de normas de asociación libre. En el WAS, «las palabras que tienen estructuras asociativas similares se ubican en regiones espaciales similares».

#### Modelo ACT-R
El modelo ACT (por sus siglas en inglés, Adaptative Control of Thought) fue propuesto por Anderson en el año 1983, y posteriormente reformulado como ACT-R (Adaptive Control of Thought-Rational). Se trata de una teoría de la cognición que se enmarca dentro de los modelos de propagación de la activación. Entiende la memoria declarativa (de la que forma parte la memoria semántica) como formada por chunks (unidades de información memorística). Cada chunk guarda un conjunto de relaciones definidas con otros chunks (por ejemplo, «esto es un _», o «esto tiene un _», así como un número indeterminado de propiedades específicas. De esta forma, los chunks pueden mapearse como una red semántica, entendiendo cada chunk como un nodo con propiedades únicas, siendo los enlaces las relaciones establecidas entre dos chunks cualesquiera. En el modelo ACT, la activación de un chunk disminuye en función del tiempo que hace que fue creado, y aumenta en función del número de veces que es evocado desde la memoria. Los chunks también pueden recibir la activación procedente de otros chunks. Así, por ejemplo, si la palabra «paloma» es utilizada como pista o indicio de recuperación, la palabra «canario» recibirá un grado de activación en virtud de su similitud con la palabra-indicio (al tratarse en ambos casos de tipos de pájaros, por ejemplo). 
Al recuperar ítems de la memoria, el proceso se centra en el chunk más activo. Si la activación está por encima del umbral requerido, el recuerdo se produce exitosamente. De lo contrario tiene lugar un error de omisión; por ejemplo, el ítem se ha olvidado. Además, existe una latencia de recuperación, que es inversamente proporcional a la cantidad de activación que excede al umbral de recuperación necesario. Es decir, mayor activación por encima de la necesaria, menor tiempo de recuperación de la información. Esta latencia se utiliza para medir el tiempo de respuesta del modelo ACT para compararlo con el rendimiento humano efectivo.
Aunque el ACT es un modelo general de la cognición, y no un modelo específicamente memorístico, en cualquier caso proporciona información sobre la estructura de la memoria, como se ha descrito anteriormente. En concreto, entiende la memoria como un conjunto de chunks simbólicos relacionados, a los que se puede acceder mediante indicios o pistas de recuperación, en términos de primado. Aunque el modelo de memoria empleado en el ACT es de algún modo similar al de las redes semánticas, los procesos que describe se asemejan más a las características de un modelo asociativo.

### Modelos estadísticos
Algunos modelos describen el proceso de adquisición semántica como una forma de inferencia estadística a partir de un conjunto experiencias discretas, distribuidas a lo largo de un número determinado de contextos. Aunque estos modelos difieren en sus especificaciones concretas, generalmente utilizan una matriz (Ítem x Contexto), en la que cada celda representa el número de veces que un ítem de la memoria ha tenido lugar en un contexto determinado. La información semántica se recoge mediante la realización de un análisis estadístico de esta matriz.
Muchos de estos modelos guardan semejanzas con los algoritmos empleados en los motores de búsqueda,), aunque aún no está claro el hecho de que realmente utilicen los mismos mecanismos computacionales.

#### Análisis Semántico Latente (LSA)
Posiblemente, el más popular de estos modelos es el Análisis Semántico Latente (en inglés, Latent Semantic Analysis o LSA). En el LSA, se construye una matriz a partir de un corpus de textos, donde T es el número de términos presentes en el texto, y D es el número de documentos (aquí, «contexto» se interpreta como «documento», y las palabras aisladas o expresiones se consideran ítems de la memoria). Cada celda en la matriz se transforma de acuerdo a la siguiente ecuación:
{\displaystyle \mathbf {M} _{t,d}'={\frac {\ln {(1+\mathbf {M} _{t,d})}}{-\sum _{i=0}^{D}P(i|t)\ln {P(i|t)}}}}
donde {\displaystyle P(i|t)} es la probabilidad de que el contexto {\displaystyle i} esté activo, cuando el ítem {\displaystyle t} haya tenido lugar. Esto se obtiene dividiendo la frecuencia de la columna, {\displaystyle \mathbf {M} _{t,d}}, por el total del vector del ítem, {\displaystyle \sum _{i=0}^{D}\mathbf {M} _{t,i}}. Esta transformación (aplicando el logaritmo y después dividiendo por el índice de entropía del ítem a lo largo de todos los contextos) proporciona una buena discriminación entre ítems, y le otorga a cada ítem de forma efectiva un peso en función de su capacidad para predecir un contexto, y viceversa (esto es, los ítems que aparecen ante muchos contextos variados, como «el» o «y», tendrán un peso menor, reflejando su carencia de información semántica). Entonces se realiza sobre la matriz {\displaystyle \mathbf {M} '} una descomposición en valores singulares, que permite reducir el número de dimensiones de la matriz, agrupando así las representaciones semánticas y proporcionando asociaciones indirectas entre los ítems. Por ejemplo, puede que perro y gato nunca aparezcan juntas en un contexto determinado, por lo que su estrecha relación semántica podría no ser captada por la matriz original {\displaystyle \mathbf {M} } del LSA. No obstante, mediante la descomposición en valores singulares y la reducción del número de dimensiones de la matriz, los vectores contextuales de gato y perro (que deberían ser muy similares) migrarán el uno hacia el otro, y tal vez se fusionen, lo que permitirá que cada una de las palabras funcionen como indicios de recuperación de la otra, aunque nunca haya habido concurrencia contextual entre ellas. El grado de relación semántica de los ítems de la memoria viene dado por el coseno del ángulo formado entre los vectores contextuales de los ítems (siendo de valor 1 para los sinónimos perfectos, y 0 para los ítems no relacionados). En esencia, dos palabras están estrechamente relacionadas de modo semántico si aparecen en tipos similares de documentos.

#### Modelo HAL (Hiperespacio Análogo al Lenguaje)
El modelo HAL (en inglés, Hyperspace Analogue to Language) considera al contexto únicamente como las palabras que rodean inmediatamente a una palabra determinada. El modelo HAL computa una matriz NxN, donde N es el número de palabras de su léxico, utilizando un marco de lectura que muestra 10 palabras y se deplaza a lo largo del cuerpo de un texto. Del mismo modo que en el modelo SAM descrito con anterioridad, en el momento en que dos palabras concurran dentro del marco se incrementará el grado de asociación entre ambas, esto es, aumentará el valor de la celda correspondiente en la matriz NxN. El grado de incremento en la asociación es inversamente proporcional a la distancia que separa a ambas palabras en el marco (concretamente, {\displaystyle \Delta =11-d}, donde {\displaystyle d} es la distancia que separa a las dos palabras). Como en el modelo LSA, la similitud semántica entre dos palabras viene determinada por el coseno del ángulo entre sus vectores (también se puede realizar una reducción dimensional de esta matriz). En el modelo HAL, pues, dos palabras están relacionadas semánticamente si tienden a aparecer juntas.

## Localización cerebral de la memoria semántica
La neurociencia cognitiva de la memoria semántica es un campo controversial con dos puntos de vista dominantes.
Por un lado, muchos investigadores y clínicos opinan que la memoria semántica está almacenada por los mismos sistemas cerebrales que sustentan la memoria episódica. Esto incluye los lóbulos temporales mediales y la formación hipocampal. En este sistema, la formación hipocampal codifica los recuerdos, y la corteza cerebral los almacena cuando la fase de codificación ya se ha completado.
Recientemente se han presentado nuevas pruebas que apoyan una interpretación más precisa de estas hipótesis. La formación hipocampal incluye, entre otras estructuras, el hipocampo mismo, la corteza entorrinal y la corteza perirrinal. Estas dos últimas conforman el córtice parahipocampal. Los pacientes amnésicos con el hipocampo dañado, pero que mantienen relativamente preservada la corteza parahipocampal eran capaces de mostrar cierto grado de memoria semántica intacta, a pesar de padecer una pérdida total de memoria episódica. Esto apunta claramente a que la codificación de la información semántica no sienta sus bases fisiológicas en el hipocampo.
Otros investigadores piensan que el hipocampo sólo se ve envuelto en el procesamiento de la memoria episódica y la cognición espacial. Esto plantea la necesidad de responder a la pregunta de dónde se encuentra localizada la memoria semántica. Algunos opinan que se asienta en el neocórtex temporal; otros argumentan que el conocimiento semántio está ampliamente distribuido a lo largo de todas las áreas cerebrales. Para ilustrar este punto de vista, se plantea el siguiente ejemplo: considerando los conocimientos de un individuo acerca de los perros, los investigadores que apuntan la idea de una distribución del conocimiento semántico dirían que el conocimiento del sonido que producen se encuentra ubicado en la corteza auditiva. La capacidad de reconocer e imaginar las características visuales del perro residiría en la corteza visual. Algunos estudios recientes sustentan la idea de que el polo temporal bilateral es la zona de convergencia de las representaciones semánticas unimodales para formar una representación multimodal. Estas áreas suelen encontrarse afectadas en los casos de demencia semántica, que se caracteriza por un déficit semántico global.

## Correlatos neuronales y funcionamiento biológico
Las áreas hipocampales son importantes para la implicación de la memoria semántica en la memoria declarativa. La corteza prefrontal inferior izquierda y el lóbulo temporal inferior izquierdo constituyen otras de las áreas implicadas en el uso de la memoria semántica. Los daños en el lóbulo temporal que afectan a las cortezas lateral y medial han sido relacionados con deterioros semánticos. Los daños en diferentes áreas cerebrales afectan de forma distinta a la memoria semántica.
Las pruebas de neuroimagen sugieren que las áreas izquierdas del hipocampo muestran un incremento en su actividad durante tareas relacionadas con este tipo de memoria. Durante la recuperación de información semántica, dos regiones en el giro frontal derecho medial y el área del giro temporal inferior derecho muestran, igualmente, un incremento en su actividad. Los daños en las áreas implicadas en la memoria semántica desembocan en diversos déficits, dependiendo del área dañada y del tipo de lesión. En esa línea de investigación, en el año 2007 un equipo de neurocientíficos observó que pueden sobrevenir deterioros de categorías específicas en pacientes con déficits de conocimiento para una categoría semántica superior, y que tales desórdenes podrían apuntar a que el conocimiento de las propiedades motoras y sensoriales se codifican de modo separado en áreas diferenciadas.
Los deterioros de categorías específicas pueden involucrar regiones corticales donde se representan dos tipos de conocimientos: por un lado, los relacionados con los objetos vivos y no vivos y, por otro, los vinculados a la representación de características y relaciones conceptuales. Dependiendo del daño del sistema semántico, uno de estos tipos podría verse favorecido respecto al otro. En muchos casos se observa que un dominio es superior al otro; por ejemplo, las representaciones de objetos vivos y no vivos superan a las de las características y relaciones conceptuales, o viceversa.
Diferentes enfermedades y trastornos pueden afectar al funcionamiento biológico de la memoria semántica. Se han llevado a cabo una amplia variedad de estudios para tratar de determinar los efectos de diversos aspectos de la memoria semántica. Así, al examinar los diferentes efectos de la demencia semántica y la encefalitis por el virus del herpes simple sobre la memoria semántica se ha observado un deterioro semántico más generalizado por efecto de este. Este deterioro es más notable en categorías específicas. En otros trastornos que afectan a la memoria semántica, como la enfermedad de Alzheimer, se han constatado clínicamente errores en la denominación, reconocimiento y descripción de objetos, lo que los investigadores han atribuido a una degradación de la este tipo de memoria.
A pesar de que diversos estudios con neuroimagen apuntan al hecho de que las memorias episódica y semántica se asientan en áreas cerebrales diferenciadas, otros investigadores se decantan por considerar ambas formando parte de un único sistema de memoria declarativa. Se sabe que se produce una activación diferencial de distintas áreas cerebrales cuando se accede a contenidos episódicos o semánticos, pero algunos trabajos argumentan que esta diferencia observada en neuroimagen es el resultado de la activación de distintos procesos durante la fase de recuperación de la información, y no durante su codificación o almacenamiento.

## Trastornos
Para comprender los trastornos de la memoria semántica, es necesario comprender primero cómo afectan estos trastornos a la memoria en general. Los trastornos de la memoria semántica se dividen en dos categorías: los deterioros semánticos de categorías específicas, y los deterioros en modalidades sensoriales específicas. El entendimiento de estos tipos de deterioro proporcionarán una visión completa de cómo funcionan los trastornos de la memoria semántica. 

### Deterioro semántico de categorías específicas
Los deterioros de categorías específicas pueden tener lugar ante daños generalizados, irregulares o focalizados. Se pueden dividir en cuatro grupos. Las características perceptivas y funcionales, la organización topográfica, la informatividad y las intercorrelaciones son aspectos que pueden verse afectados en casos de trastornos relacionados con la memoria semántica (Warrington and Shallice, 1984).
La enfermedad de Alzheimer es un trastorno de la memoria semántica caracterizado por deterioros de categorías específicas. Provoca errores en la denominación y en la descripción de objetos, aunque no necesariamente tienen que ser fallos en categorías específicas. La demencia semántica es otra enfermedad asociada a la memoria semántica. Se trata de un trastorno del lenguaje caracterizado por un deterioro en la comprensión y el reconocimiento de palabras. El deterioro sufrido incluye dificultades en la producción de palabras familiares, en la denominación de objetos y en el reconocimiento visual. Las investigaciones sugieren que el lóbulo temporal podría ser el responsable del deterioro de categorías específicas en los trastornos de memoria semántica (Cohen et al., 2002).

### Deterioro en modalidades específicas
La memoria semántica también se ha estudiado en relación con la modalidad sensorial de los estímulos. Diferentes componentes representan la información que llega desde distintos canales sensoriomotores. Los deterioros en modalidades específicas se dividen en distintos subsistemas, según la modalidad sensorial de la información entrante o input. Así, algunos ejemplos de diferentes modalidades estimulares serían la información visual, auditiva o táctil. Estos deterioros en modalidades específicas se dividen a su vez en dos subsistemas, según el tipo de información: por ejemplo, información visual vs. información verbal; o información perceptual vs. información funcional. La especificidad de la modalidad puede tenerse en cuenta para los deterioros de categorías específicas en los trastornos de memoria semántica. Así, por ejemplo, los daños relacionados con el procesamiento semántico visual pueden perjudicar el conocimiento de los objetos vivos, y los daños relacionados con el procesamiento semántico funcional pueden perjudicar el conocimiento de los objetos no vivos.

### Trastornos de acceso semántico y trastornos de almacenamiento semántico
Los trastornos de la memoria semántica se dividen en dos grupos. Los trastornos de acceso refractario semántico se contraponen a los trastornos del almacenamiento semántico de acuerdo con cuatro factores. Factores temporales, consistencia de respuesta, frecuencia y relaciones semánticas son los cuatro factores utilizados para diferenciar entre el acceso refractario semántico y los trastornos de almacenamiento semántico. 
- Una característica clave de los trastornos de acceso semántico refractario son las distorsiones temporales. En estos casos se observa una disminución del tiempo de respuesta a ciertos estímulos, en comparación con los tiempos naturales de respuesta.
- La consistencia de respuesta es el siguiente factor; en los trastornos de acceso se precian inconsistencias en la comprensión y la respuesta a los estímulos que se presentan varias veces. Hay que tener en cuenta que los factores temporales influyen en la inconsistencia de la respuesta. En los trastornos de almacenamiento, no se aprecia una respuesta inconsistente ante el mismo estímulo.
- La frecuencia de los estímulos determina el rendimiento en todas las fases de la cognición. Se aprecia que los efectos de la frecuencia de las palabras son mínimos en los casos de acceso refractario semántico, al contrario que ocurre en los trastornos de almacenamiento.
- Para comprobar la relación semántica se puede realizar una comparación entre grupos «cercanos» y «lejanos» o «distantes». Los grupos cercanos están formados por palabras que están relacionadas entre sí, ya que emanan de una misma categoría superior (por ejemplo, una lista de prendas de vestir). Los grupos distantes constan de palabras que difieren en sus categorías de pertenencia. Las palabras no relacionadas caerían dentro de este grupo. Una comparación entre ambos grupos de palabras muestra que en los casos de trastornos de acceso, la relación semántica tiene un efecto negativo en la ejecución. Este fenómeno no se observa en los casos de trastornos de almacenamiento semántico.

En suma, los deterioros en categorías y modalidades específicas son componentes importantes a tener en cuenta en el estudio de los trastornos de memoria semántica, ya sean problemas de acceso refractario o de almacenamiento.

## Investigación presente y futura
El estudio de la memoria semántica ha recobrado el interés durante los últimos quince años, debido en parte al desarrollo de métodos de neuroimagen funcional, como la tomografía por emisión de positrones (TEP) y la resonancia magnética funcional de imágenes, que han sido ampliamente utilizados para responder a algunas de las cuestiones centrales sobre nuestro entendimiento de la memoria semántica.
La memoria semántica, más que una región cerebral dedicada a la representación o recuperación de toda clase de conocimiento semántico, es una agrupación de sistemas anatómica y funcionalmente diferentes, en la que cada sistema particular está unido a una modalidad sensoriomotora (por ejemplo, la visión), y más concretamente, a una propiedad de esa modalidad (por ejemplo, el color). Los estudios de neuroimagen también sugieren una distinción entre procesamiento semántico y sensoriomotor.
Existe una teoría, aún en sus primeras fases de desarrollo, que asume que la memoria semántica, al igual que ocurre con la percepción, puede subdividirse en tipos de información visual (color, tamaño, forma y movimiento). Thompson-Schill (2003) encontró que la corteza temporal bilateral ventral parece estar involucrada en la recuperación de información sobre el color y la forma; mientras que la corteza temporal lateral izquierda se relacionaría con el conocimiento del movimiento, y la corteza parietal, con el conocimiento del tamaño.
Los estudios de neuroimagen sugieren una red ampliamente distribuida de representaciones semánticas organizadas por atributos, y tal vez, adicionalmente, por categorías. Estas redes incluyen extensas regiones de la corteza temporal ventral (conocimiento de forma y color) y lateral (movimiento); la corteza parietal (tamaño) y  la corteza premotora (conocimiento manipulativo). Otras áreas, como las zonas más anteriores de la corteza temporal podrían estar involucradas en la representación de conocimientos conceptuales no perceptivos (por ejemplo, información verbal), tal vez según una organización por categorías.